# معايير الإبلاغ عن بيانات علم الأنزيمات
معايير الإبلاغ عن البيانات الإنزيمية (بالإنجليزية: Standards for Reporting Enzymology Data)‏ هي مبادرة للمعايير الدنيا للمعلومات تركز بشكل خاص على وضع مبادئ توجيهية للإبلاغ (وصف البيانات الوصفية) للتجارب الإنزيمية. ويدعم هذه المبادرة معهد بيلشتاين للنهوض بالعلوم الكيميائية. تضع STRENDA معايير للنشر لبيانات نشاط الإنزيمات و STRENDA DB، وهو نظام إلكتروني للتحقق من صحة بيانات نشاط الأنزيم وتخزينها. وتأسست المؤسسة في عام 2004 نتيجة تحليل مُفصّل لنوعية البيانات الإنزيمية في المنشورات المكتوبة والإلكترونية.

## المنظمة
يقود المشروع 15عالمًا من جميع أنحاء العالم يشكّلون لجنة STRENDA ويدعمون العمل بخبرات في الكيمياء الحيوية وتسميات الإنزيمات والمعلوماتية الحيوية وعلم أنظمة الأحياء والنمذجة والإنزيمات الميكانيكية وعلم الأحياء الرياضي.

## المبادئ التوجيهية للإبلاغ
تقترح المبادئ التوجيهية تلك المعلومات الدنيا اللازمة للإبلاغ الشامل عن البيانات الحركية والمتوازنة المستمدة من بحوث أنشطة الأنزيم بما في ذلك الظروف التجريبية المقابلة. يُقترح تناول هذه المعلومات الدنيا في منشور علمي عند الإبلاغ عن بيانات بحوث علم الأنزيمات لضمان وصف مجموعات البيانات بشكل شامل. يسمح هذا للعلماء ليس فقط بمراجعة البيانات وتفسيرها وتأكيدها ولكن أيضًا لإعادة استخدام البيانات لنمذجة ومحاكاة مسارات التحفيز الحيوي. إضافة إلى ذلك، تدعم المبادئ التوجيهية الباحثين لجعل بياناتهم التجريبية قابلة للتكرار وشفافة.
اعتباراً من مارس 2020، أدرجت أكثر من 55 مجلة دولية للكيمياء الحيوية إرشادات STRENDA في تعليمات مؤلفيها كتوصيات عند الإبلاغ عن بيانات علم الأنزيمات. مشروع STRENDA مسجل لدى FAIRsharing.org والمبادئ التوجيهية هي جزء من معايير مجتمع FAIRDOM لبيولوجيا الأنظمة.

## الطلبات

### STRENDA DB
STRENDA DB عبارة عن منصة تخزين وبحث على شبكة الإنترنت تضمنت المبادئ التوجيهية وتتحقق تلقائيًا من البيانات المقدمة حول الامتثال لمبادئ STRENDA التوجيهية وبذلك ضمان اكتمال مجموعات بيانات المخطوطات وصلاحيتها. تمنح مجموعة بيانات صالحة رقم سجل STRENDA (SRN) ويتم إنشاء صحيفة وقائع (PDF) تحتوي على جميع البيانات المقدمة. يتم تسجيل كل مجموعة بيانات في Datacite وتعيين معرف الغرض الرقمي لإحالة البيانات وتتبعها. بعد نشر المخطوطة في مجلة تمت مراجعتها من قبل النظراء، أصبحت البيانات في STRENDA DB مفتوحة. STRENDA DB هو مستودع أوصت به re3data و OpenDOAR. يتم حصاده بواسطة OpenAIRE. يوصى بخدمة قاعدة البيانات في تعليمات المؤلفين لأكثر من 10 مجلات للكيمياء الحيوية، بما في ذلك مجلة الكيمياء البيولوجية و eLife و PLoS. وقد أشير إليه كأداة موحدة للتحقق من صحة بيانات حركات الأنزيم وتخزينها في منشورات متعددة الجوانب. كشفت دراسة حديثة تناولت أحد عشر منشوراً، بما في ذلك المعلومات الداعمة، من مجلتين رئيستين عن وجود إغفال واحد على الأقل في كل واحدة من هذه الورقات. وخلص المؤلفون إلى أن استخدام STRENDA DB في النسخة الحالية سيضمن إتاحة حوالي 80٪ من المعلومات ذات الصلة.

### إدارة البيانات
ويعدّ مَصْرِف STRENDA DB أداة لإدارة البيانات البحثية من قبل مجتمع البحوث (مثل مشروع الاتحاد الأوروبي CARBAFIN).

## روابط خارجية
- https://fairsharing.org/FAIRsharing.ekj9zx،سجل في FAIRSharing.org لـ STRENDA DB،

| علم الحيوان           | - علم التشكل - علم الأنسجة - علم الأحياء الخلوي - علم وظائف الأعضاء - علم الأجنة - علم البيئة - علوم التصنيف - علم الحفريات - علم سلوك الحيوان |
| علم النبات            | - علم تشريح النبات - علم بيئة النبات - علم تشكل النبات - فيزيولوجيا النبات |
| علوم الأحياء المشتركة | - كيمياء حيوية - علم الأحياء الفلكي - علم البيئة - وراثيات سكانية - علم الأحياء البحرية - ميكروبيولوجيا - علم الأحياء الجزيئي - أصل الحياة - علم الأحياء القديمة - علم الطفيليات - علم الأمراض - الوبائيات - علم وظائف الأعضاء - علم الأحياء الكمومي - علم أنظمة الأحياء - علم التصنيف - تشريح - معلوماتية حيوية - إحصاء حيوي - بروتيوميات - علم الأحياء الخلوي - علم الأحياء التطوري - علم الأحياء النمائي - علم الوراثة - علم الجينوم - علم الأحياء البشري |